# Bernie Sanders
Bernard "Bernie" Sanders (New York City, 8. rujna 1941.) američki je političar i senator iz Vermonta. Bio je kandidat za nominaciju Demokratske stranke na američkim predsjedničkim izborima u dva navrata: 2016. i 2020. godine.
Izuzevši članstvo u Demokratskoj stranci od 2015. do 2016. pa ponovno od 2019. do 2020. godine, Sanders je bio nezavisni političar s najduljim stažom u kongresnoj povijesti Sjedinjenih Američkih Država, s tim da mu je članstvo u izbornom odboru Demokrata dalo pravo na imenovanje u komitet i tada omogućilo Demokratima da imaju većinu. Bio je manjinski član (engleski: ranking minority member) Komiteta Senata za budžet od siječnja 2015., te je prethodno služio dvije godine kao predsjedavajući Komiteta Senata za pitanja ratnih veterana.